# Phytomyza medicaginis
Phytomyza medicaginis är en tvåvingeart som beskrevs av Erich Martin Hering 1925. Phytomyza medicaginis ingår i släktet Phytomyza och familjen minerarflugor.
Artens utbredningsområde är Tyskland. Inga underarter finns listade i Catalogue of Life.